# Krönungsordo
Der Krönungsordo ist die Gottesdienstordnung für den geistlichen Teil der Königserhebung. Er enthält in der Regel die Elemente: Einkleidung mit den Insignien, Salbung, Krönung, Thronsetzung und Laudes.
Er enthält dabei wörtlich die Ansprachen, die die Bischöfe an den König richten. Doch ist oft nicht gesichert, ob ein Krönungsordo in der Zeit, in der er verfasst wurde, auch jemals genau so angewandt wurde. Doch kann man daraus normative Vorstellungen der Zeit über die regelgerechte Form einer Krönung entnehmen.